# Eerste divisie 2000/01 (nacompetitie)/Wedstrijden
Het Nederlandse Eerste divisie voetbal uit het seizoen 2000/01 kende aan het einde van de reguliere competitie een nacompetitie. Alleen de kampioen van de Eerste divisie promoveerde rechtstreeks naar de Eredivisie. Behalve de vier periodekampioenen en de twee hoogst geklasseerde clubs zonder periodetitel namen ook de nummers 16 en 17 van de eredivisie hieraan deel. De acht clubs werden verdeeld over twee poules, beide poulewinnaars veroverden een plaats in de Eredivisie.
Winnaars van deze negenentwintigste editie werden Fortuna Sittard en Sparta Rotterdam.

## Speelronde 1

### Groep A
|                   |                                   |       |                        |                                                                               |
| 3 juni 2001 14:30 | Telstar                           | 2 – 1 | FC Volendam            | Stadion: Schoonenberg, Velsen Toeschouwers: 3.754 Scheidsrechter: Peter Oskam |
| 3 juni 2001 14:30 | Arvid Smit 77' Melvin Holwijn 86' |       | 56' Quincy van Ommeren | Stadion: Schoonenberg, Velsen Toeschouwers: 3.754 Scheidsrechter: Peter Oskam |
| 3 juni 2001 14:30 |                                   |       |                        | Stadion: Schoonenberg, Velsen Toeschouwers: 3.754 Scheidsrechter: Peter Oskam |
| 3 juni 2001 14:30 |                                   |       |                        | Stadion: Schoonenberg, Velsen Toeschouwers: 3.754 Scheidsrechter: Peter Oskam |
|                   |                                   |       |                        |                                                                               |

|                   |           |       |                 |                                                                                |
| 3 juni 2001 14:30 | FC Zwolle | 0 – 0 | Fortuna Sittard | Stadion: Oosterenk, Zwolle Toeschouwers: 4.950 Scheidsrechter: Herman van Dijk |
| 3 juni 2001 14:30 |           |       |                 | Stadion: Oosterenk, Zwolle Toeschouwers: 4.950 Scheidsrechter: Herman van Dijk |
| 3 juni 2001 14:30 |           |       |                 | Stadion: Oosterenk, Zwolle Toeschouwers: 4.950 Scheidsrechter: Herman van Dijk |
| 3 juni 2001 14:30 |           |       |                 | Stadion: Oosterenk, Zwolle Toeschouwers: 4.950 Scheidsrechter: Herman van Dijk |
|                   |           |       |                 |                                                                                |

### Groep B
|                   |                                                    |       |                      |                                                                                    |
| 29 mei 2001 20:00 | Excelsior                                          | 3 – 2 | Cambuur Leeuwarden   | Stadion: Woudestein, Rotterdam Toeschouwers: 3.184 Scheidsrechter: Jack van Hulten |
| 29 mei 2001 20:00 | Santinho Lopes Monteiro 14', 58' Thomas Buffel 18' |       | 52', 74' Mischa Rook | Stadion: Woudestein, Rotterdam Toeschouwers: 3.184 Scheidsrechter: Jack van Hulten |
| 29 mei 2001 20:00 |                                                    |       |                      | Stadion: Woudestein, Rotterdam Toeschouwers: 3.184 Scheidsrechter: Jack van Hulten |
| 29 mei 2001 20:00 |                                                    |       |                      | Stadion: Woudestein, Rotterdam Toeschouwers: 3.184 Scheidsrechter: Jack van Hulten |
|                   |                                                    |       |                      |                                                                                    |

|                   |                                                               |       |                   |                                                                                        |
| 30 mei 2001 20:00 | Sparta Rotterdam                                              | 3 – 1 | Go Ahead Eagles   | Stadion: Het Kasteel, Rotterdam Toeschouwers: 6.485 Scheidsrechter: Mario van der Ende |
| 30 mei 2001 20:00 | Nourdin Boukhari 4' David Mendes da Silva 66' Silvan Inia 83' |       | 70' Dick Kooijman | Stadion: Het Kasteel, Rotterdam Toeschouwers: 6.485 Scheidsrechter: Mario van der Ende |
| 30 mei 2001 20:00 |                                                               |       |                   | Stadion: Het Kasteel, Rotterdam Toeschouwers: 6.485 Scheidsrechter: Mario van der Ende |
| 30 mei 2001 20:00 |                                                               |       |                   | Stadion: Het Kasteel, Rotterdam Toeschouwers: 6.485 Scheidsrechter: Mario van der Ende |
|                   |                                                               |       |                   |                                                                                        |

## Speelronde 2

### Groep A
|                   |                                      |       |                    |                                                                                              |
| 6 juni 2001 20:00 | Fortuna Sittard                      | 2 – 1 | Telstar            | Stadion: Wagner & Partners Stadion, Sittard Toeschouwers: 7.000 Scheidsrechter: René Temmink |
| 6 juni 2001 20:00 | Nenad Bjeković 21' Marco Heering 41' |       | 28' Melvin Holwijn | Stadion: Wagner & Partners Stadion, Sittard Toeschouwers: 7.000 Scheidsrechter: René Temmink |
| 6 juni 2001 20:00 |                                      |       |                    | Stadion: Wagner & Partners Stadion, Sittard Toeschouwers: 7.000 Scheidsrechter: René Temmink |
| 6 juni 2001 20:00 |                                      |       |                    | Stadion: Wagner & Partners Stadion, Sittard Toeschouwers: 7.000 Scheidsrechter: René Temmink |
|                   |                                      |       |                    |                                                                                              |

|                   |                 |       |           |                                                                                     |
| 6 juni 2001 20:00 | FC Volendam     | 1 – 0 | FC Zwolle | Stadion: Veronica Stadion, Volendam Toeschouwers: 3.507 Scheidsrechter: Ruud Bossen |
| 6 juni 2001 20:00 | Eddy Putter 90' |       |           | Stadion: Veronica Stadion, Volendam Toeschouwers: 3.507 Scheidsrechter: Ruud Bossen |
| 6 juni 2001 20:00 |                 |       |           | Stadion: Veronica Stadion, Volendam Toeschouwers: 3.507 Scheidsrechter: Ruud Bossen |
| 6 juni 2001 20:00 |                 |       |           | Stadion: Veronica Stadion, Volendam Toeschouwers: 3.507 Scheidsrechter: Ruud Bossen |
|                   |                 |       |           |                                                                                     |

### Groep B
|                   |                                                |       |                      |                                                                                    |
| 3 juni 2001 14:30 | Cambuur Leeuwarden                             | 2 – 1 | Sparta Rotterdam     | Stadion: Cambuurstadion, Leeuwarden Toeschouwers: 6.700 Scheidsrechter: Fred Sterk |
| 3 juni 2001 14:30 | Jan Bruin 39' (pen.) Henny van Schoonhoven 90' |       | 34' Nourdin Boukhari | Stadion: Cambuurstadion, Leeuwarden Toeschouwers: 6.700 Scheidsrechter: Fred Sterk |
| 3 juni 2001 14:30 |                                                |       |                      | Stadion: Cambuurstadion, Leeuwarden Toeschouwers: 6.700 Scheidsrechter: Fred Sterk |
| 3 juni 2001 14:30 |                                                |       |                      | Stadion: Cambuurstadion, Leeuwarden Toeschouwers: 6.700 Scheidsrechter: Fred Sterk |
|                   |                                                |       |                      |                                                                                    |

|                   |                   |       |           |                                                                                       |
| 2 juni 2001 19:30 | Go Ahead Eagles   | 1 – 0 | Excelsior | Stadion: De Adelaarshorst, Deventer Toeschouwers: 3.000 Scheidsrechter: Ben Haverkort |
| 2 juni 2001 19:30 | Dick Kooijman 26' |       |           | Stadion: De Adelaarshorst, Deventer Toeschouwers: 3.000 Scheidsrechter: Ben Haverkort |
| 2 juni 2001 19:30 |                   |       |           | Stadion: De Adelaarshorst, Deventer Toeschouwers: 3.000 Scheidsrechter: Ben Haverkort |
| 2 juni 2001 19:30 |                   |       |           | Stadion: De Adelaarshorst, Deventer Toeschouwers: 3.000 Scheidsrechter: Ben Haverkort |
|                   |                   |       |           |                                                                                       |

## Speelronde 3

### Groep A
|                    |                               |       |                 |                                                                                         |
| 10 juni 2001 14:30 | FC Volendam                   | 1 – 0 | Fortuna Sittard | Stadion: Veronica Stadion, Volendam Toeschouwers: 5.053 Scheidsrechter: Dick van Egmond |
| 10 juni 2001 14:30 | Houssain Ouhsaine Ouichou 81' |       |                 | Stadion: Veronica Stadion, Volendam Toeschouwers: 5.053 Scheidsrechter: Dick van Egmond |
| 10 juni 2001 14:30 |                               |       |                 | Stadion: Veronica Stadion, Volendam Toeschouwers: 5.053 Scheidsrechter: Dick van Egmond |
| 10 juni 2001 14:30 |                               |       |                 | Stadion: Veronica Stadion, Volendam Toeschouwers: 5.053 Scheidsrechter: Dick van Egmond |
|                    |                               |       |                 |                                                                                         |

|                   |                      |       |                     |                                                                         |
| 9 juni 2001 19:30 | FC Zwolle            | 1 – 1 | Telstar             | Stadion: Oosterenk, Zwolle Toeschouwers: 5.350 Scheidsrechter: Dick Jol |
| 9 juni 2001 19:30 | Arjan Bosschaart 40' |       | 39' Orlando Smeekes | Stadion: Oosterenk, Zwolle Toeschouwers: 5.350 Scheidsrechter: Dick Jol |
| 9 juni 2001 19:30 |                      |       |                     | Stadion: Oosterenk, Zwolle Toeschouwers: 5.350 Scheidsrechter: Dick Jol |
| 9 juni 2001 19:30 |                      |       |                     | Stadion: Oosterenk, Zwolle Toeschouwers: 5.350 Scheidsrechter: Dick Jol |
|                   |                      |       |                     |                                                                         |

### Groep B
|                   |                                                     |       |                                                              |                                                                             |
| 6 juni 2001 20:00 | Excelsior                                           | 3 – 4 | Sparta Rotterdam                                             | Stadion: Woudestein, Rotterdam Toeschouwers: 3.800 Scheidsrechter: Dick Jol |
| 6 juni 2001 20:00 | Cecilio Lopes 78' Jarda Šimr 80' Daniël Rijaard 84' |       | 46' (e.d.) Youssef El Akchaoui 58', 90', 90' Ali El Khattabi | Stadion: Woudestein, Rotterdam Toeschouwers: 3.800 Scheidsrechter: Dick Jol |
| 6 juni 2001 20:00 |                                                     |       |                                                              | Stadion: Woudestein, Rotterdam Toeschouwers: 3.800 Scheidsrechter: Dick Jol |
| 6 juni 2001 20:00 |                                                     |       |                                                              | Stadion: Woudestein, Rotterdam Toeschouwers: 3.800 Scheidsrechter: Dick Jol |
|                   |                                                     |       |                                                              |                                                                             |

|                   |                   |       |                                                |                                                                                      |
| 6 juni 2001 19:30 | Go Ahead Eagles   | 1 – 2 | Cambuur Leeuwarden                             | Stadion: De Adelaarshorst, Deventer Toeschouwers: 2.750 Scheidsrechter: Jan Wegereef |
| 6 juni 2001 19:30 | Dick Kooijman 68' |       | 18' Fabian de Freitas 37' Sandor van der Heide | Stadion: De Adelaarshorst, Deventer Toeschouwers: 2.750 Scheidsrechter: Jan Wegereef |
| 6 juni 2001 19:30 |                   |       |                                                | Stadion: De Adelaarshorst, Deventer Toeschouwers: 2.750 Scheidsrechter: Jan Wegereef |
| 6 juni 2001 19:30 |                   |       |                                                | Stadion: De Adelaarshorst, Deventer Toeschouwers: 2.750 Scheidsrechter: Jan Wegereef |
|                   |                   |       |                                                |                                                                                      |

## Speelronde 4

### Groep A
|                    |                                                             |       |                      |                                                                                                  |
| 13 juni 2001 20:00 | Fortuna Sittard                                             | 3 – 1 | FC Volendam          | Stadion: Wagner & Partners Stadion, Sittard Toeschouwers: 10.000 Scheidsrechter: Jack van Hulten |
| 13 juni 2001 20:00 | Robert Roest 45' (pen.) Ronald Hamming 49' Rolf Landerl 74' |       | 31' (pen.) Yuri Rose | Stadion: Wagner & Partners Stadion, Sittard Toeschouwers: 10.000 Scheidsrechter: Jack van Hulten |
| 13 juni 2001 20:00 |                                                             |       |                      | Stadion: Wagner & Partners Stadion, Sittard Toeschouwers: 10.000 Scheidsrechter: Jack van Hulten |
| 13 juni 2001 20:00 |                                                             |       |                      | Stadion: Wagner & Partners Stadion, Sittard Toeschouwers: 10.000 Scheidsrechter: Jack van Hulten |
|                    |                                                             |       |                      |                                                                                                  |

|                    |                        |       |                     |                                                                                |
| 13 juni 2001 20:00 | Telstar                | 1 – 1 | FC Zwolle           | Stadion: Schoonenberg, Velsen Toeschouwers: 3.195 Scheidsrechter: Rien Koopman |
| 13 juni 2001 20:00 | Michel van Oostrum 17' |       | 25' André de Ridder | Stadion: Schoonenberg, Velsen Toeschouwers: 3.195 Scheidsrechter: Rien Koopman |
| 13 juni 2001 20:00 |                        |       |                     | Stadion: Schoonenberg, Velsen Toeschouwers: 3.195 Scheidsrechter: Rien Koopman |
| 13 juni 2001 20:00 |                        |       |                     | Stadion: Schoonenberg, Velsen Toeschouwers: 3.195 Scheidsrechter: Rien Koopman |
|                    |                        |       |                     |                                                                                |

### Groep B
|                   |                                                     |       |                           |                                                                                         |
| 9 juni 2001 19:30 | Cambuur Leeuwarden                                  | 4 – 2 | Go Ahead Eagles           | Stadion: Cambuurstadion, Leeuwarden Toeschouwers: 8.000 Scheidsrechter: Herman van Dijk |
| 9 juni 2001 19:30 | Kenneth Goudmijn 61', 81' Jan Bruin 69' (pen.), 90' |       | 32', 34' Jochem de Weerdt | Stadion: Cambuurstadion, Leeuwarden Toeschouwers: 8.000 Scheidsrechter: Herman van Dijk |
| 9 juni 2001 19:30 |                                                     |       |                           | Stadion: Cambuurstadion, Leeuwarden Toeschouwers: 8.000 Scheidsrechter: Herman van Dijk |
| 9 juni 2001 19:30 |                                                     |       |                           | Stadion: Cambuurstadion, Leeuwarden Toeschouwers: 8.000 Scheidsrechter: Herman van Dijk |
|                   |                                                     |       |                           |                                                                                         |

|                   |                                                              |       |             |                                                                                    |
| 9 juni 2001 19:30 | Sparta Rotterdam                                             | 3 – 1 | Excelsior   | Stadion: Het Kasteel, Rotterdam Toeschouwers: 10.500 Scheidsrechter: Roelof Luinge |
| 9 juni 2001 19:30 | Michel Langerak 33' Ali El Khattabi 52' Nourdin Boukhari 88' |       | 61' Somália | Stadion: Het Kasteel, Rotterdam Toeschouwers: 10.500 Scheidsrechter: Roelof Luinge |
| 9 juni 2001 19:30 |                                                              |       |             | Stadion: Het Kasteel, Rotterdam Toeschouwers: 10.500 Scheidsrechter: Roelof Luinge |
| 9 juni 2001 19:30 |                                                              |       |             | Stadion: Het Kasteel, Rotterdam Toeschouwers: 10.500 Scheidsrechter: Roelof Luinge |
|                   |                                                              |       |             |                                                                                    |

## Speelronde 5

### Groep A
|                    |                |       |                                                        |                                                                                 |
| 16 juni 2001 19:30 | Telstar        | 1 – 3 | Fortuna Sittard                                        | Stadion: Schoonenberg, Velsen Toeschouwers: 2.869 Scheidsrechter: Ben Haverkort |
| 16 juni 2001 19:30 | Arvid Smit 59' |       | 42' Ronald Hamming 56' Nenad Bjeković 90' Rolf Landerl | Stadion: Schoonenberg, Velsen Toeschouwers: 2.869 Scheidsrechter: Ben Haverkort |
| 16 juni 2001 19:30 |                |       |                                                        | Stadion: Schoonenberg, Velsen Toeschouwers: 2.869 Scheidsrechter: Ben Haverkort |
| 16 juni 2001 19:30 |                |       |                                                        | Stadion: Schoonenberg, Velsen Toeschouwers: 2.869 Scheidsrechter: Ben Haverkort |
|                    |                |       |                                                        |                                                                                 |

|                    |                                              |       |             |                                                                             |
| 16 juni 2001 19:30 | FC Zwolle                                    | 2 – 0 | FC Volendam | Stadion: Oosterenk, Zwolle Toeschouwers: 4.950 Scheidsrechter: René Temmink |
| 16 juni 2001 19:30 | Arne Slot 12' Vincent Gouttebarge 82' (e.d.) |       |             | Stadion: Oosterenk, Zwolle Toeschouwers: 4.950 Scheidsrechter: René Temmink |
| 16 juni 2001 19:30 |                                              |       |             | Stadion: Oosterenk, Zwolle Toeschouwers: 4.950 Scheidsrechter: René Temmink |
| 16 juni 2001 19:30 |                                              |       |             | Stadion: Oosterenk, Zwolle Toeschouwers: 4.950 Scheidsrechter: René Temmink |
|                    |                                              |       |             |                                                                             |

### Groep B
|                    |                                                    |       |                                           |                                                                                |
| 13 juni 2001 20:00 | Excelsior                                          | 3 – 3 | Go Ahead Eagles                           | Stadion: Woudestein, Rotterdam Toeschouwers: 2.356 Scheidsrechter: Ger Buiting |
| 13 juni 2001 20:00 | Thomas Buffel 23' Cecilio Lopes 26' Jarda Šimr 83' |       | 21', 58' Uğur Yıldırım 61' Dick Schreuder | Stadion: Woudestein, Rotterdam Toeschouwers: 2.356 Scheidsrechter: Ger Buiting |
| 13 juni 2001 20:00 |                                                    |       |                                           | Stadion: Woudestein, Rotterdam Toeschouwers: 2.356 Scheidsrechter: Ger Buiting |
| 13 juni 2001 20:00 |                                                    |       |                                           | Stadion: Woudestein, Rotterdam Toeschouwers: 2.356 Scheidsrechter: Ger Buiting |
|                    |                                                    |       |                                           |                                                                                |

|                    |                                     |       |                    |                                                                                     |
| 13 juni 2001 20:00 | Sparta Rotterdam                    | 2 – 0 | Cambuur Leeuwarden | Stadion: Het Kasteel, Rotterdam Toeschouwers: 10.500 Scheidsrechter: Eric Braamhaar |
| 13 juni 2001 20:00 | Michel Langerak 56' Bram Marbus 67' |       |                    | Stadion: Het Kasteel, Rotterdam Toeschouwers: 10.500 Scheidsrechter: Eric Braamhaar |
| 13 juni 2001 20:00 |                                     |       |                    | Stadion: Het Kasteel, Rotterdam Toeschouwers: 10.500 Scheidsrechter: Eric Braamhaar |
| 13 juni 2001 20:00 |                                     |       |                    | Stadion: Het Kasteel, Rotterdam Toeschouwers: 10.500 Scheidsrechter: Eric Braamhaar |
|                    |                                     |       |                    |                                                                                     |

## Speelronde 6

### Groep A
|                    |                      |       |                                      |                                                                                             |
| 19 juni 2001 20:00 | Fortuna Sittard      | 1 – 2 | FC Zwolle                            | Stadion: Wagner & Partners Stadion, Sittard Toeschouwers: 8.000 Scheidsrechter: Ruud Bossen |
| 19 juni 2001 20:00 | Dennis Gerritsen 13' |       | 57' Arne Slot 72' Dominggus Lim-Duan | Stadion: Wagner & Partners Stadion, Sittard Toeschouwers: 8.000 Scheidsrechter: Ruud Bossen |
| 19 juni 2001 20:00 |                      |       |                                      | Stadion: Wagner & Partners Stadion, Sittard Toeschouwers: 8.000 Scheidsrechter: Ruud Bossen |
| 19 juni 2001 20:00 |                      |       |                                      | Stadion: Wagner & Partners Stadion, Sittard Toeschouwers: 8.000 Scheidsrechter: Ruud Bossen |
|                    |                      |       |                                      |                                                                                             |

|                    |                                  |       |                        |                                                                                       |
| 19 juni 2001 20:00 | FC Volendam                      | 2 – 1 | Telstar                | Stadion: Veronica Stadion, Volendam Toeschouwers: 2.615 Scheidsrechter: Roelof Luinge |
| 19 juni 2001 20:00 | Maurice Buys 38' Eddy Putter 86' |       | 60' Michel van Oostrum | Stadion: Veronica Stadion, Volendam Toeschouwers: 2.615 Scheidsrechter: Roelof Luinge |
| 19 juni 2001 20:00 |                                  |       |                        | Stadion: Veronica Stadion, Volendam Toeschouwers: 2.615 Scheidsrechter: Roelof Luinge |
| 19 juni 2001 20:00 |                                  |       |                        | Stadion: Veronica Stadion, Volendam Toeschouwers: 2.615 Scheidsrechter: Roelof Luinge |
|                    |                                  |       |                        |                                                                                       |

### Groep B
|                    |                    |       |                                                                                        |                                                                                        |
| 17 juni 2001 14:30 | Cambuur Leeuwarden | 1 – 4 | Excelsior                                                                              | Stadion: Cambuurstadion, Leeuwarden Toeschouwers: 5.000 Scheidsrechter: Harry van Beek |
| 17 juni 2001 14:30 | Rudy Mann 61'      |       | 13' Santinho Lopes Monteiro 37' Brian Pinas 45' Michael van der Kruis 75' Steve Olfers | Stadion: Cambuurstadion, Leeuwarden Toeschouwers: 5.000 Scheidsrechter: Harry van Beek |
| 17 juni 2001 14:30 |                    |       |                                                                                        | Stadion: Cambuurstadion, Leeuwarden Toeschouwers: 5.000 Scheidsrechter: Harry van Beek |
| 17 juni 2001 14:30 |                    |       |                                                                                        | Stadion: Cambuurstadion, Leeuwarden Toeschouwers: 5.000 Scheidsrechter: Harry van Beek |
|                    |                    |       |                                                                                        |                                                                                        |

|                    |                    |       |                     |                                                                                         |
| 17 juni 2001 14:30 | Go Ahead Eagles    | 1 – 1 | Sparta Rotterdam    | Stadion: De Adelaarshorst, Deventer Toeschouwers: 3.500 Scheidsrechter: Hennie de Graaf |
| 17 juni 2001 14:30 | Dick Schreuder 12' |       | 63' Ali El Khattabi | Stadion: De Adelaarshorst, Deventer Toeschouwers: 3.500 Scheidsrechter: Hennie de Graaf |
| 17 juni 2001 14:30 |                    |       |                     | Stadion: De Adelaarshorst, Deventer Toeschouwers: 3.500 Scheidsrechter: Hennie de Graaf |
| 17 juni 2001 14:30 |                    |       |                     | Stadion: De Adelaarshorst, Deventer Toeschouwers: 3.500 Scheidsrechter: Hennie de Graaf |
|                    |                    |       |                     |                                                                                         |

## Voetnoten
ADO Den Haag · 
Cambuur Leeuwarden · 
FC Den Bosch · 
Dordrecht '90 · 
Eindhoven · 
Emmen · 
Excelsior · 
Go Ahead Eagles · 
Haarlem ·
Helmond Sport · 
Heracles Almelo · 
MVV · 
Telstar · 
TOP Oss · 
BV Veendam · 
FC Volendam · 
VVV · 
FC Zwolle
Eredivisie

1960 · 1975 · 1987 · 1988
Eerste divisie

1973 · 1974 · 1975 · 1976 · 1977 · 1978 · 1979 · 1980 · 1981 · 1982 · 1983 · 1984 · 1985 · 1986 · 1987 · 1988 · 1989 · 1990 · 1991 · 1992 · 1993 · 1994 · 1995 · 1996 · 1997 · 1998 · 1999 · 2000 · 2001 · 2002 · 2003 · 2004 · 2005

Vanaf 2006 staan alle competities op 1 pagina.

2006 · 2007 · 2008 · 2009 · 2010 · 2011 · 2012 · 2013 · 2014 · 2015 · 2016 · 2017 · 2018 · 2019 · 2020 · 2021 · 2022 · 2023 · 2024